# Ambulyx placida
Ambulyx placida es una especie de polilla de la familia Sphingidae. Vuela en las estribaciones del Himalaya, norte de la India (Cachemira), Nepal y Tíbet.
Su envergadura alcanza de 104 a 114 mm. Es similar a Ambulyx semiplacida, pero se puede distinguir por el punto subbasal mucho más pequeño en la parte superior del ala delantera.

## Sinonimia
- Oxyambulyx citrona, Joicey & Kaye, 1917.
- Ambulyx placida nepalplacida, Inoue, 1992.